# Siobhan Drake-Brockman
Siobhan Drake-Brockman, née le 7 avril 1978, est une joueuse de tennis australienne professionnelle.
Elle a remporté le simple junior de l'Open d'Australie 1995.
L'Australienne a par ailleurs gagné deux tournois ITF, un en simple à Port Pirie en 1994 et un en double à Edmond en 1998.

## Palmarès

### Titre en simple dames
Aucun

### Finale en simple dames
Aucune

### Titre en double dames
Aucun

### Finale en double dames
Aucune

## Parcours en Grand Chelem

### En simple dames
| Année | Open d'Australie | Open d'Australie | Internationaux de France | Internationaux de France | Wimbledon | Wimbledon | US Open | US Open |
| ----- | ---------------- | ---------------- | ------------------------ | ------------------------ | --------- | --------- | ------- | ------- |
| 1995  | 2e tour (1/32)   | Anke Huber       | -                        | -                        | -         | -         | -       | -       |
| 1996  | 2e tour (1/32)   | Sandra Cacic     | -                        | -                        | -         | -         | -       | -       |
| 1997  | 1er tour (1/64)  | Lisa Raymond     | -                        | -                        | -         | -         | -       | -       |
| 1998  | 1er tour (1/64)  | Jana Kandarr     | -                        | -                        | -         | -         | -       | -       |

À droite du résultat, l’ultime adversaire.

### En double dames
| Année | Open d'Australie            | Open d'Australie           | Internationaux de France | Internationaux de France | Wimbledon | Wimbledon | US Open | US Open |
| ----- | --------------------------- | -------------------------- | ------------------------ | ------------------------ | --------- | --------- | ------- | ------- |
| 1995  | 2e tour (1/16) Jane Taylor  | M. Bollegraf L. Neiland    | -                        | -                        | -         | -         | -       | -       |
| 1996  | 1er tour (1/32) Jane Taylor | Chanda Rubin A. Sánchez    | -                        | -                        | -         | -         | -       | -       |
| 1997  | 1er tour (1/32) T. Musgrave | Nicole Arendt M. Bollegraf | -                        | -                        | -         | -         | -       | -       |
| 1998  | 1er tour (1/32) Dominikovic | S. Reeves Meilen Tu        | -                        | -                        | -         | -         | -       | -       |

Sous le résultat, la partenaire ; à droite, l’ultime équipe adverse.

### En double mixte
N'a jamais participé à un tableau final.

## Classements WTA

### Classements en simple en fin de saison
| Année | 1994 | 1995 | 1996 | 1997 |
| Rang  | 294  | 205  | 162  | 121  |

Source : (en) « Classements de Siobhan Drake-Brockman », sur le site officiel du WTA Tour

### Classements en double en fin de saison
| Année | 1994 | 1995 | 1996 | 1997 |
| Rang  | 713  | 233  | 280  | 477  |

Source : (en) « Classements de Siobhan Drake-Brockman », sur le site officiel du WTA Tour